# سم‌زدایی روده

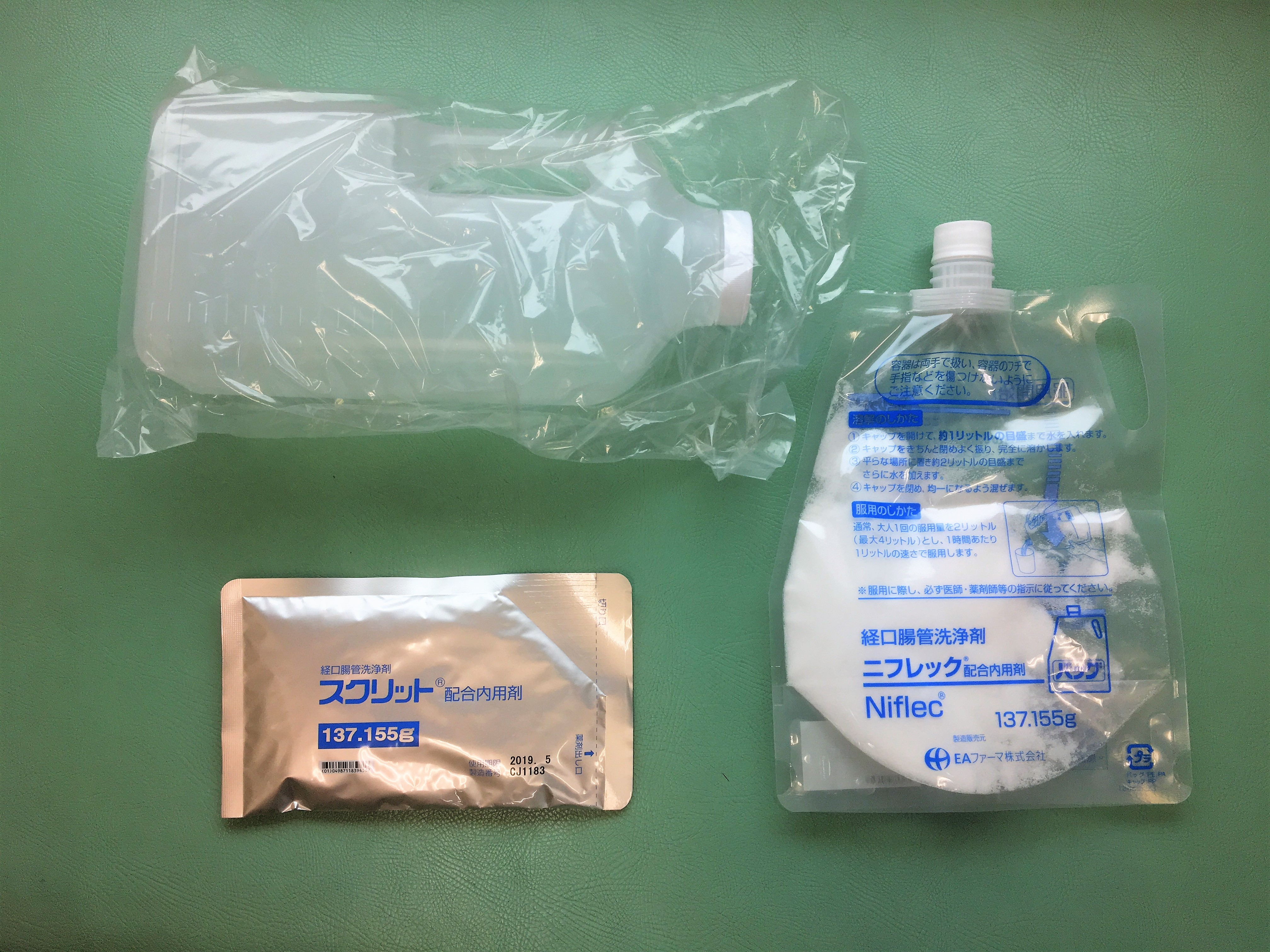
سم زدایی روده

سم زدایی روده (WBI) یک فرایند پزشکی ذر ارتباط با تنظیم فشار اسمزی روده با وارد کردنِ پلی‌اتیلن گلیکولِ بالانس شده از راه مقعد یا یک لوله بینی معدی یا سیفون کردنِ کل محتویاتِ دستگاه گوارش برای خارج کردنِ سم از بدن است.
شستشویِ کامل روده در اصل برای پاک کردن روده بزرگ پیش از عمل جراحی روده یا کولونوسکوپی توسعه یافته بود. در ابتدا محلولی از کلرید سدیم، کلرید پتاسیم و بی کربنات سدیم (جوش شیرین) مورد استفاده قرار می‌گرفت اما پسینترها مشخص شد که این محلول الکترولیت به وسیله بدن جذب شده و گاهی منجر به عوارض ناخواسته جانبی می‌شود.

## فرایند
شستشوی روده با نوشیدنِ محلول بوسیلهٔ بیمار یا از راهِ لوله بینی-معدی و پایین دادنِ لوله به داخل معده انجام می‌شود.